# Brent Lakatos
Brent Lakatos (Dorval, 1º giugno 1980) è un atleta paralimpico canadese, specializzato nella velocità e negli 800 metri piani. Compete nella categoria T53.

## Biografia
Paraplegico dall'età di sei anni in seguito a un incidente su una pista di pattinaggio su ghiaccio, pratica l'atletica leggera paralimpica dal 1996. La sua prima gara risale al 2003, quando divenne campione canadese dei 100 metri T53.
Nel 2004 partecipò ai Giochi paralimpici di Atene nelle gare dei 100, 200, 4×400 e 4×100 metri, ma solo in quest'ultima gara raggiunse la finale classificandosi infine quarto. Due anni dopo prese parte alla sua prima edizione dei campionati del mondo paralimpici, Assen 2006, dove conquistò la medaglia di bronzo nei 100 metri T53 e raggiunse rispettivamente il quarto e quinto posto nei 200 e nei 400 metri T53.
Ai Giochi paralimpici di Pechino 2008 si qualificò per la finale dei 100, 200 e 400 metri T35, che concluse, rispettivamente, in sesta, quinta e quinta posizione. Nel 2011 fu medaglia di bronzo nei 100 metri e d'argento nei 200 metri T53 ai mondiali paralimpici di Christchurch. L'anno dopo ai Giochi paralimpici di Londra 2012 fu medaglia d'argento nei 200, 400 e 800 metri T53, mentre si classificò quinto nella gara dei 100 metri T53.
Nel 2013 conquistò tre medaglie d'oro ai campionati del mondo paralimpici di Lione, nei 100, 200 e 400 metri T53 e quella d'argento negli 800 metri T53. Ai mondiali paralimpici di Doha conquistò altre tre medaglie d'oro, questa volta nei 100, 200 e 800 metri T53, mentre quella d'argento gli fu consegnata per i 400 metri T53.
Ai Giochi paralimpici di Rio de Janeiro 2016 conquistò la medaglia d'oro nei 100 metri T53, quella d'argento nei 200 metri T53 e quella di bronzo negli 800 metri e nella staffetta 4×400 metri T53. Ma fu il 2017 l'anno per lui più proficuo: conquistò infatti quattro medaglie d'oro ai campionati del mondo paralimpici di Londra nelle gare dai 100 agli 800 metri T53, mentre nei 1500 metri T53 si classificò quinto.
Nel 2019 partecipò ai mondiali paralimpici di Dubai, dove vinse la medaglia d'oro nei 100 e 800 metri T53 e quella d'argento nei 400 metri T53.
È sposato con l'atleta paralimpica Stefanie Reid. Il suo allenatore è Arno Mull.

## Record nazionali
- 100 metri piani T53: 14"17 ( Nottwil, 2014)

## Palmarès
| Anno | Manifestazione          | Sede           | Evento           | Risultato | Prestazione | Note                          |
| ---- | ----------------------- | -------------- | ---------------- | --------- | ----------- | ----------------------------- |
| 2004 | Giochi paralimpici      | Atene          | 100 m piani T54  | Batteria  | 15"33       |                               |
| 2004 | Giochi paralimpici      | Atene          | 200 m piani T54  | Batteria  | 27"76       |                               |
| 2004 | Giochi paralimpici      | Atene          | 4×100 m T53-T54  | 4º        | 54"10       |                               |
| 2004 | Giochi paralimpici      | Atene          | 4×400 m T53-T54  | Batteria  | 3'23"87     |                               |
| 2006 | Mondiali paralimpici    | Assen          | 100 m piani T53  | Bronzo    |             |                               |
| 2006 | Mondiali paralimpici    | Assen          | 200 m piani T53  | 4º        |             |                               |
| 2006 | Mondiali paralimpici    | Assen          | 400 m piani T53  | 5º        |             |                               |
| 2006 | Mondiali paralimpici    | Assen          | 800 m piani T53  | Batteria  |             |                               |
| 2006 | Mondiali paralimpici    | Assen          | 4×100 m T53-T54  | Batteria  |             |                               |
| 2008 | Giochi paralimpici      | Pechino        | 100 m piani T53  | 6º        | 15"21       |                               |
| 2008 | Giochi paralimpici      | Pechino        | 200 m piani T53  | 5º        | 27"44       |                               |
| 2008 | Giochi paralimpici      | Pechino        | 400 m piani T53  | 5º        | 50"40       |                               |
| 2011 | Mondiali paralimpici    | Christchurch   | 100 m piani T53  | Bronzo    |             |                               |
| 2011 | Mondiali paralimpici    | Christchurch   | 200 m piani T53  | Argento   | 26"93       |                               |
| 2012 | Giochi paralimpici      | Londra         | 100 m piani T53  | 5º        | 15"31       |                               |
| 2012 | Giochi paralimpici      | Londra         | 200 m piani T53  | Argento   | 25"85       |                               |
| 2012 | Giochi paralimpici      | Londra         | 400 m piani T53  | Argento   | 50"17       |                               |
| 2012 | Giochi paralimpici      | Londra         | 800 m piani T53  | Argento   | 1'41"24     |                               |
| 2012 | Giochi paralimpici      | Londra         | 4×400 m T53-T54  | Batteria  | 3'17"50     |                               |
| 2013 | Mondiali paralimpici    | Lione          | 100 m piani T53  | Oro       | 14"51       | Record dei campionati         |
| 2013 | Mondiali paralimpici    | Lione          | 200 m piani T53  | Oro       | 24"46       | Record dei campionati         |
| 2013 | Mondiali paralimpici    | Lione          | 400 m piani T53  | Oro       | 49"02       | Record dei campionati         |
| 2013 | Mondiali paralimpici    | Lione          | 800 m piani T53  | Argento   | 1'43"43     |                               |
| 2013 | Mondiali paralimpici    | Lione          | 4×400 m T53-T54  | Oro       | 3'11"33     | Record dei campionati         |
| 2015 | Giochi parapanamericani | Toronto        | 100 m piani T53  | Oro       |             |                               |
| 2015 | Giochi parapanamericani | Toronto        | 400 m piani T53  | Oro       |             |                               |
| 2015 | Giochi parapanamericani | Toronto        | 800 m piani T53  | Oro       |             |                               |
| 2015 | Mondiali paralimpici    | Doha           | 100 m piani T53  | Oro       | 14"38       | Record dei campionati         |
| 2015 | Mondiali paralimpici    | Doha           | 200 m piani T53  | Oro       | 25"79       |                               |
| 2015 | Mondiali paralimpici    | Doha           | 400 m piani T53  | Argento   | 49"45       |                               |
| 2015 | Mondiali paralimpici    | Doha           | 800 m piani T53  | Oro       | 1'39"61     | Miglior prestazione personale |
| 2016 | Giochi paralimpici      | Rio de Janeiro | 100 m piani T53  | Oro       | 14"43       |                               |
| 2016 | Giochi paralimpici      | Rio de Janeiro | 400 m piani T53  | Argento   | 48"53       |                               |
| 2016 | Giochi paralimpici      | Rio de Janeiro | 800 m piani T53  | Bronzo    | 1'41"09     |                               |
| 2016 | Giochi paralimpici      | Rio de Janeiro | 4×400 m T53-T54  | Bronzo    | 3'08"00     |                               |
| 2017 | Mondiali paralimpici    | Londra         | 100 m piani T53  | Oro       | 14"52       |                               |
| 2017 | Mondiali paralimpici    | Londra         | 200 m piani T53  | Oro       | 25"29       | Record dei campionati         |
| 2017 | Mondiali paralimpici    | Londra         | 400 m piani T53  | Oro       | 47"56       | Record dei campionati         |
| 2017 | Mondiali paralimpici    | Londra         | 800 m piani T53  | Oro       | 1'40"14     |                               |
| 2017 | Mondiali paralimpici    | Londra         | 1500 m piani T54 | 5º        | 3'05"07     |                               |
| 2019 | Mondiali paralimpici    | Dubai          | 100 m piani T53  | Oro       | 14"59       |                               |
| 2019 | Mondiali paralimpici    | Dubai          | 400 m piani T53  | Argento   | 48"33       |                               |
| 2019 | Mondiali paralimpici    | Dubai          | 800 m piani T53  | Oro       | 1'40"59     |                               |
| 2021 | Giochi paralimpici      | Tokyo          | 100 m piani T53  | Argento   | 14"55       |                               |
| 2021 | Giochi paralimpici      | Tokyo          | 400 m piani T53  | Argento   | 46"75       | Record panamericano           |
| 2021 | Giochi paralimpici      | Tokyo          | 800 m piani T53  | Argento   | 1'36"32     |                               |
| 2021 | Giochi paralimpici      | Tokyo          | 5000 m piani T53 | Argento   | 10'30"19    |                               |
| 2023 | Mondiali paralimpici    | Parigi         | 400 m piani T53  | Argento   | 46"22       | Record nord-centroamericano   |
| 2023 | Mondiali paralimpici    | Parigi         | 800 m piani T53  | Oro       | 1'34"31     | Record dei campionati         |
| 2023 | Mondiali paralimpici    | Parigi         | 1500 m piani T54 | Argento   | 2'52"07     |                               |
| 2024 | Giochi paralimpici      | Parigi         | 400 m piani T53  | Argento   | 47"24       |                               |
| 2024 | Giochi paralimpici      | Parigi         | 800 m piani T53  | Oro       | 1'37"32     |                               |